# Fragaria nilgerrensis
Fragaria nilgerrensis es una especie de fresa silvestre nativa del sur y sudeste de Asia.
Todas las especies de Fragaria tienen un conteo de base haploide de 7 cromosomas. Fragaria nilgerrensis es diploide, tiene 2 pares de cromosomas de un total de 14.

## Descripción
Planta herbácea siempreviva, de entre 5 a 25 cm de altura. Presenta una roseta basal de donde surgen los tallos densamente pilosos con hojas también pilosas, trifoliadas, con peciolos de unos 4 a 18 cm de largo. Los tres foliolos que forman la hoja son ovales y profundamente dentados, de color verde brillante por el haz y más pálidos por el envés, con una nervadura muy destacada. De la roseta basal surgen también otro tipo de tallos rastreros —estolones— que producen raíces adventicias de donde nacerán eventualmente nuevas plántulas, aunque en esta especie este tipo de tallos son menos frecuentes que en otras del mismo género.
Los tallos florales presentan hojas como en muchas especies de plantas de su género. En su extremo aparecen entre abril y junio las flores, no más de cinco, blancas, de cinco pétalos blancos, cinco sépalos y una veintena de estambres amarillos y alto contenido en polen; la planta es hermafrodita, colocándose las flores femeninas más altas que las masculinas para prevenir la autopolinización. El agente polinizador más habitual son los insectos, en especial abejas.

## Distribución y hábitat
Fragaria nilgerrensis es nativa de Asia, y crece de forma silvestre en los Himalayas hasta los 1500 m s. n. m. y en China entre los 700 y 3000. Se encuentra en bosques, tanto en sus valles como en los márgenes, prados y laderas montañosas. Prefiere suelos húmedos, bien drenados, ricos en nutrientes y en humus; requiere algo de sol pero no en exceso.